# First Horizon Park
O First Horizon Park é um estádio localizado em Nashville, estado do Tennessee, nos Estados Unidos, possui capacidade total para 8.500 pessoas, é a casa do time do Nashville Sounds, time de beisebol da liga menor Pacific Coast League, também já foi casa do time de futebol Nashville SC que jogou na USL Championship, o estádio foi inaugurado em 2015.